# Artiste émérite de la RSFSR
À ne pas confondre avec la Personnalité émérite des arts de la RSFSR
Le titre d'Artiste émérite de la RSFSR (russe : Заслуженный артист РСФСР, Zasloujenny artist RSFSR) est un titre honorifique décerné aux artistes soviétiques, notamment aux metteurs en scène de théâtre et de cinéma, aux chorégraphes, aux interprètes musicaux et aux chefs d'orchestre, qui s'étaient illustrés par leurs réalisations exceptionnelles dans le domaine des arts et qui vivaient en République socialiste fédérative soviétique de Russie (RSFSR) entre 1931 et 1991. 

## Historique
Ce titre est créé par décret le 10 août 1931 par le Présidium du Soviet suprême de la RSFSR. De 1919 jusqu'au décret de 1931, le titre honorifique « Artiste émérite de la République » est décerné par les conseils du Commissariat du peuple à l'éducation des républiques, les ordres des Commissaires du peuple à l'éducation, les comités exécutifs des conseils régionaux et des kraïs. En outre, depuis 1919, il existe des titres d'« artiste émérite des théâtres académiques », d'« artiste mérite des théâtres d'État » et d'« artiste émérite des théâtres soviétiques ».
De 1931 à mai 1992, le titre d'« Artiste émérite de la RSFSR » a été décerné à des artistes, metteurs en scène, compositeurs, instrumentistes, artistes de cirque et de théâtre, interprètes célèbres de musique classique, pop et jazz de la RSFSR et des républiques de l'Union, ainsi qu'à des dizaines d'autres personnalités créatives russes dans le domaine du cinéma, de la musique et d'autres sphères culturelles.
Le degré suivant de reconnaissance est l'attribution du titre « artiste du peuple de la RSFSR », puis « artiste du peuple de l'URSS ».
Depuis le 16 mai 1992, tous les documents font référence à ce titre sous la dénomination « Artiste émérite de la Fédération de Russie ». L'insigne a subi quelques modifications : l'inscription « RSFSR » a été supprimée et, à la place du drapeau de la RSFSR de 1954, un drapeau tricolore a été ajouté sur le ruban moiré. À la veille de 1996, le décret no 1341 du président de la Fédération de Russie a été publié, à la suite duquel de nouveaux insignes ont été créés.

## Description
L'insigne est en tombac doré et a la forme d'un ovale mesurant 28,7 x 43 mm avec un œillet. Au centre de l'insigne se trouve l'image d'une lyre et, en dessous, l'inscription « Artiste émérite de la RSFSR » avec des branches de laurier et de chêne sur les bords. Toutes les images et inscriptions sont convexes et remplies d'émail incolore et transparent. Le plastron est relié à un tampon rectangulaire doré de 15 mm sur 25 mm au moyen d'une oreille et d'un lien. La plaque est entourée d'un ruban moiré aux couleurs rouge et bleu clair du drapeau de la RSFSR. La plaquette est munie au dos d'une épingle permettant d'attacher l'insigne aux vêtements. L'insigne était accompagné du diplôme du Présidium du Soviet suprême de la RSFSR.